# Chicago Stags
Chicago Stags je bývalý profesionální basketbalový tým hrající v letech 1947 - 1950 soutěž NBA. Založen byl v roce 1946. Po skončení sezóny 1949 - 1950 tým ukončil činnost.
Největším úspěchem Stags byla účast ve finále v roce 1947.